# TOUGHBOOK

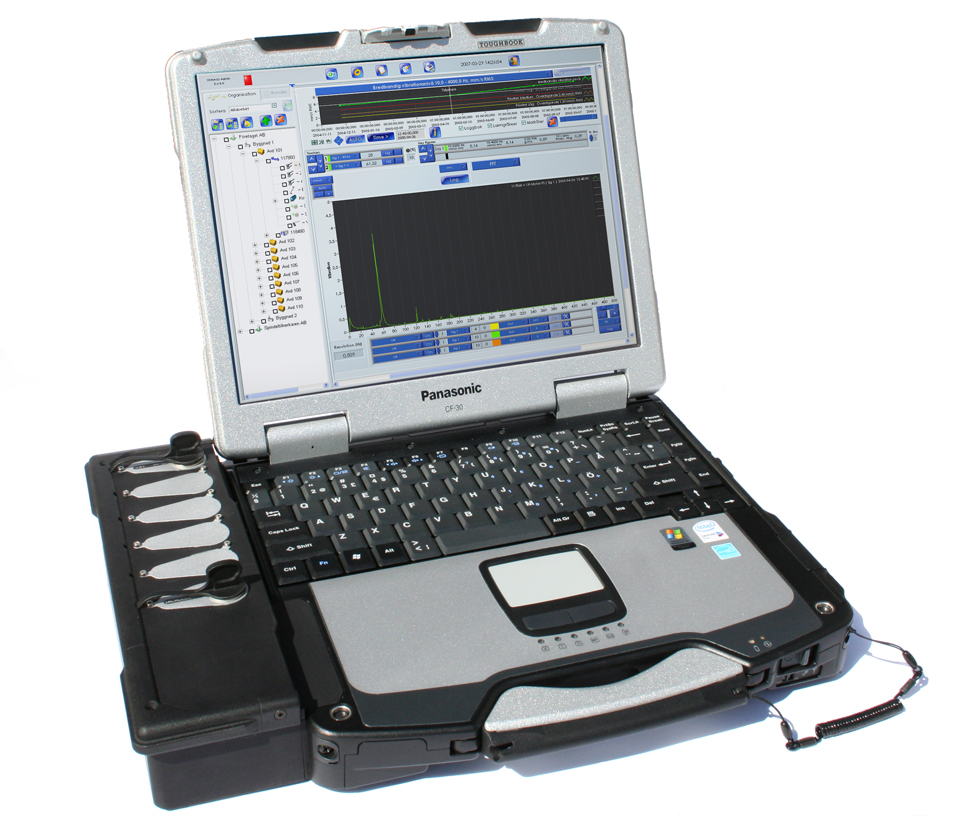
TOUGHBOOK CF-30

TOUGHBOOK（タフブック）とは、パナソニック コネクトが発売するノートパソコンのシリーズ名。このブランドは日本国内ではタフネス性能を重視したモデルのみに使われるが、Let's noteの輸出名としても使われる。 
2022年3月まではパナソニック（現パナソニックホールディングス）が発売していたが、パナソニックグループの持株会社制への移行に伴い、同年4月からはレッツノートと共にパナソニック コネクトが扱っている。

## 概要
1996年に初代が発売。その名の通り、極限環境でも動作することが最大のセールスポイント。アメリカ国防総省が米軍への納入品に対し要求する規格（MIL規格）の一つである「MIL-STD-810F」（現在は810G）に準拠した耐衝撃・耐振動性能を備えていることを売りにしている。アメリカ合衆国では（先述の通り要求水準を満たしているので）軍が採用したりパトカーの大半に積まれているのは大変有名な話であり、最近では日本でも警察、消防、自衛隊、あるいはロードサービス業などで採用が増えているなど、フィールドワーク向けノートPC市場ではトップシェアを誇る。
Fully rugged あるいは Semi rugged laptops（rugged=頑丈な）と呼ばれる市場は規模が小さく、かつては世界的に見ても、大手PCメーカーの中で同種の製品を手がける企業は、同社とNEC（2004年10月に「FC-N11F」で参入。詳細はFC-NOTEを参照）ほどしか存在しなかったことも、TOUGHBOOKの市場独占に拍車をかけた。（2003年頃にソーテックも同種の製品を発売したことがあるが、程なく撤退している）
ただ、2007年にデルが「Latitude XFR」・「Latitude ATG」を発売したほか、2008年にはモトローラが「ML910 Rugged Notebook」を発売、ヒューレット・パッカードも「EliteBook」にラグドモデルを設定するなど、近年他メーカーも同分野に相次いで参入している。
その頑丈さは本製品の発表会では必ず行われる耐久イベントで如実に示される。100 cm 程度の高さからコンクリートの床に落とす、水をかける、数十キロの荷重をかける、金属棒で液晶画面を強くつつく、などのテスト下でも動作し続けるか、正常動作ができない場合でもデータが保護される。また、広い温度変化にも対応しており、あらかじめHDDを自動予熱する機構を備え、マイナス20度の低温環境下でも起動・動作する。
これらの思想は同社の他の携帯機器にも受け継がれており、TOUGHPADは120 cm の耐落下性能とIP65準拠の防塵、防滴性能を持ち、一般向けノートパソコンである『Let's note』シリーズにも、耐落下、耐圧迫関連を中心にフィードバックされている。
これほどの仕様であるがゆえ、価格は最低モデルでも30万円台と高額である。この価格設定は、警察・消防・軍事系などが主要ユーザーであることも影響している。また、ビジネスモバイルとして高価格帯の機種と比較すると、CPUとチップセットなどは見劣りする。ただし最新モデルでは、Let's note等と同じintel Core i5 vPro プロセッサーを採用しており、性能差は縮まっている。また、2016年3月に発売されたCF-20では、本体重量約1.76kg・厚さ約33.5mmと堅牢性に加えて軽量化・薄型化も実現されている。
アメリカなど、日本以外では Let's note にも TOUGHBOOK の呼称が用いられている。例えば国内向けの「Let's note W8」は、北米向けでは「TOUGHBOOK W8」となる。「ノートパソコン」という呼び方は和製英語であり、英語圏では「Laptop」と呼ばれるため、「note」という呼称が製品を類推しづらい恐れがあり、名称変更がなされたと思われる。

## 沿革
☆印は海外向けモデル
- 1996年9月 - 初代モデル「CF-25」発売。当初、日本国内向けでは「PRONOTE FG」の名称で発売されていた。
- 1998年8月 - 基本性能を向上し、AR処理（Anti Reflection = 低反射）タッチパネルを搭載した後継モデル「CF-27」と、屋内での用途に対応した「CF-71☆」を発売。
- 1999年9月 - A5ファイルサイズの小型モデル「CF-M34」追加発売。
- 2000年9月 - カラープリンター内蔵の特殊モデル「CF-110」追加発売。既存モデルにはPentium IIIが搭載される。
- 2000年11月 - 「CF-71」の後継モデルで、AR処理タッチパネルを新たに搭載した「CF-72☆」を発売。
- 2001年1月 - ブランド名統一の為、国内向け製品も「TOUGHBOOK」に。新モデルとして全方向からの防滴性を実現した「CF-28」を発売。
- 2001年10月 - 本体とディスプレイを分離したワイヤレスモデルの「CF-07」を追加発売。
- 2001年11月 - ハンディタイプの初代モデル「CF-P1」を発売。
- 2003年6月 - 180度回転ディスプレイの採用で、ノートPCとしてもタブレットPCとしても使える2wayコンパクトモデルの「CF-18」と、拡張バッテリーとの併用で、11時間の長時間稼動を実現した「CF-73」を発売。
- 2003年11月 - 13.3型液晶を搭載したフルラガタイズA4モデル「CF-29」発売。
- 2004年 - 累計生産台数100万台達成。
- 2004年7月 - 「CF-29」・「CF-18」がコンクリート面落下に対応し、モデルチェンジ（CF-29F/18D/18E）。
- 2005年9月 - 「CF-29」・「CF-18」が液晶ディスプレイの輝度をアップし、モデルチェンジ（CF-29L/18K/18L）。
- 2007年2月 - 従来機種の2倍の輝度を実現したフルラガタイズA4モデルの「CF-30（CF-30C）」と、タブレットPCモードを搭載した小型モデル「CF-19（CF-19C/19D）」を発売。
- 2007年5月 - シンクライアント対応のワイヤレスディスプレイ「CF-08」追加発売。
- 2008年6月 - 「CF-30」・「CF-19」をモデルチェンジ（CF-30F/19F/19G）。OSをWindows Vistaに変更。
- 2008年10月 -  Atom搭載のUMPCモデル「CF-U1（CF-U1A）」とシリーズ最大の大画面・15.4型WUXGA液晶搭載の「CF-52（CF-52E）」を追加発売。
- 2009年2月 - 「CF-30」・「CF-19」をモデルチェンジ（CF-30K/19K/19L）。プラットフォームに「vProテクノロジー intel Centrino 2」を搭載し、液晶ディスプレイの改良により屋外での視認性をアップした。
- 2009年3月 - 世界初のMCA(intel Mobile Clinical Assistant)準拠・Windows搭載PC初の耐薬品性能を実現したヘルスケア（医療機関等）向けタブレットPC「CF-H1（CF-H1A）」を発売。
- 2010年4月 - ヘルスケア向けタブレットPC「CF-H1」をモデルチェンジ（CF-H1C）。OSをWindows 7に変更し、新たにコンティニュア規格対応のBluetoothを内蔵。
- 2010年5月 - 「CF-U1」をモデルチェンジ（CF-U1G）。OSをWindows 7に変更。
- 2010年6月 - 大画面・高性能モバイルモデル「CF-52」をモデルチェンジ（CF-52M）。OSをWindows 7に、CPUをintel Core i5-540M vProプロセッサーに変更し、独立グラフィックス（ATI Mobility Radeon HD 5650）も搭載。
- 2010年9月 - 「CF-19」をモデルチェンジ（CF-19R/19S）。IP65に準拠し、Windows 7とintel Core i5-540UM vProプロセッサーを搭載。
- 2010年10月 - タブレットPC「CF-H1」に現場での作業に対応したフィールドモデルを追加。
- 2010年11月 - IP65に準拠し、120cmの落下試験をクリアしたフルラガタイズA4モデル「CF-31（CF-31A）」を発売。
- 2011年8月 - 「CF-31」をモデルチェンジ（CF-31J）。CPUをintel Core i5-2520M vProプロセッサーに変更。
- 2011年9月 - 「CF-19」をモデルチェンジ（CF-19A/B）。「CF-31」同様に、CPUをintel Core i5-2520M vProプロセッサーに変更。
- 2011年10月 - CPUにintel Core i5-2557M vPro プロセッサーを採用したタブレットモバイルモデル「CF-H2」を発売。前機種の「CF-H1」同様に、耐薬品性能を実現したヘルスケアモデル（CF-H2B）と視認性を高める半透過型液晶ディスプレイを搭載したフィールドモデル（CF-H2A）の2タイプが用意される。
- 2012年2月 - CPUにintel Core i5-2520M vPro プロセッサーを採用し、IP65準拠の防塵・防水性能を持つ13.3型ワイド液晶ディスプレイ搭載タブレットモデル「CF-D1」発売開始。
- 2013年1月 - 「CF-19」・「CF-31」・「CF-H2」をモデルチェンジ（CF-191R/191W,CF-31S,CF-H2F）。第3世代Core iファミリーに刷新。
- 2013年2月 - Windows 8 Proを搭載し、画面可動式によりノートPCにもタブレットPCにも使える軽量設計のコンバーチブルタブレットモバイル「CF-C2」を発売。
- 2013年11月 - 「CF-H2」をモデルチェンジ（CF-H2P）。CPUをCore i5-3437U vProに変更して性能強化。
- 2014年1月 - 「CF-19」・「CF-31」をモデルチェンジ（CF-195R/195W,CF-31W）。CPUをCore i5-3340M vProに変更して性能強化し、OSは同じWindows 7 Professonalながら、Windows 8 Proのダウングレード権を行使した仕様となる。
- 2014年2月 - 「CF-C2」をモデルチェンジ（CF-C2CH）。CPUを第4世代のCore i5-4300U vProに変更して性能強化。
- 2014年5月 - 「CF-D1」をモデルチェンジ（CF-D1G）。CPUを第3世代のCore i5-3340M vProに変更して性能強化し、OSは同じWindows 7 Professonalながら、Windows 8.1 Proのダウングレード権を行使した仕様となる。
- 2015年6月 - 「CF-19」をモデルチェンジ（CF-19Z）。CPUをCore i5-3610ME vProに変更して性能強化。
- 2015年7月 - 「CF-31」をモデルチェンジ（CF-314）。CPUを第5世代のCore i5-5300U vProに変更して性能強化。
- 2015年11月 - 「CF-C2」をモデルチェンジ（CF-C2CU）。CPUをCore i5-4310U vProに変更して性能強化。
- 2016年3月 - タフネス性能を重視したノートPCでは世界初となるディスプレイ（タブレット部）の着脱と回転が可能な10.1型デタッチャブル&コンバーチブルモデル「CF-20（CF-20A）」発売開始。
- 2016年8月 - 「CF-31」をモデルチェンジ。Windows 10 Pro搭載モデルを追加。
- 2018年11月 - 「CF-N1」をモデルチェンジ（CF-N1E）。210cmからの落下試験実施や動作温度の拡大といった頑丈性能や駆動時間を向上。本モデルからノートパソコンと同じ「TOUGHBOOK」にブランド名を統一。
- 2019年2月 - 7型Androidタブレット「FZ-L1」を発売。Wi-Fiモデルに加え、NTTドコモ回線やau回線が選べるワイヤレスWANモデルも設定される。
- 2021年8月 - タブレットタイプで初のモジュラー構造を採用したことで拡張が可能となったWindows搭載タブレットPC「FZ-G2」を発売。
- 2022年3月 - 「CF-33」・「FZ-G2」をモデルチェンジ（CF-33G及びFZ-G2A）。Windows 11 Pro搭載モデルが設定され、「FZ-G2」はタフブックで初めて5G（公衆網並びにローカル5G）に対応した。

## 現在のラインナップ
2018年10月現在、販売中のラインナップは以下の通り。
- PC
  - CF-33（CF-33G） - タッチパネル機能付12型液晶ディスプレイを搭載したデタッチャブル&コンバーチブルモデル。現行のモデルはintel Core i5-10310Uプロセッサー（vProテクノロジー対応）を搭載。
  - CF-20（CF-20E） - タッチパネル機能付10.1型液晶ディスプレイを搭載したデタッチャブル&コンバーチブルモデル。intel Core m5-7Y57プロセッサー（vProテクノロジー対応）を搭載。在庫限り。
- タブレット
  - FZ-G2（FZ-G2A） - タッチパネル機能付10.1型液晶ディスプレイを搭載したWindows搭載モデル。現行モデルではOSにWindows 11 Pro（ダウングレード権の行使によりあらかじめWindows 10 Proをプリインストールしたモデルも設定）を搭載し、CPUにintel Core i5-10310Uプロセッサー（vProテクノロジー対応）を搭載
- スマートフォン
  - P-01K - 5.0インチ液晶ディスプレイを搭載し、OSにAndroid 8.1を採用したNTTドコモ専売モデル。ユーザーによるバッテリー交換可能。法人向けモデルではあるが、個人名義での購入も可能となっている[1]。